# Прости (фильм)
«Прости» — советский художественный фильм 1986 года, поставленный режиссёром Эрнестом Ясаном с Натальей Андрейченко в главной роли.
Фильм вошёл в список лидеров кинопроката 1987 года.

## Сюжет
Предпраздничный день накануне 7 Ноября. Рабочий день в Институте гриппа, где работает лаборанткой главная героиня Маша, внешне счастливая жена и мать, в самом разгаре. Пока остальные сотрудницы работают, Маша висит на телефоне. Внезапно раздаётся таинственный звонок от женщины, которая сообщает, что муж Маши Кирилл ей изменяет. Женщина предлагает Маше приехать в назначенное время и место и лично убедиться в неверности мужа. После того как Маша увидела мужа садящимся в такси в обнимку с молодой женщиной, её представления о реальности претерпевают крах.
В течение оставшегося дня Маша проходит через круг жестоких разочарований, обид и трагедий, в числе которых ссора с коллегами, вымещение боли и обиды на ни в чём не повинной дочери-подростке, которую Маша избивает в ответ на обычный вопрос, потеря близкой подруги, которая выгоняет Машу из дома, заподозрив в попытке соблазнить её приятеля, разочарование в бывшем однокласснике (старой Машиной любви), разговор с соперницей, которая относится к произошедшему легкомысленно и даже не претендует на то, что Кирилл должен развестись, попытка завязать отношения со случайным знакомым, к которому она приезжает и застаёт дома его жену, и, наконец, групповое изнасилование подростковой компанией поздней ночью; в грязной одежде, избитая и опустошённая Маша возвращается домой ранним утром. Муж дома, дома и дочь, они не спят и ждут Машу. Заключительная немая сцена даёт надежду на примирение супругов, ведь к ним приходит осознание того, что семья — это единственное, что для них имеет ещё какое-то значение.

## В ролях
- Наталья Андрейченко — Маша (Мария Сергеевна)
- Игорь Костолевский — Кирилл Андреевич
- Мария Мережко — Тата, дочь Маши и Кирилла
- Виктор Мережко — Владимир Юрьевич
- Алиса Фрейндлих — Елизавета Андреевна, жена Владимира Юрьевича
- Александра Яковлева — Наташа, подруга Маши
- Ольга Волкова — Лидия Михайловна Свирская, начальник лаборатории, где работает Маша
- Людмила Аринина — Ольга Петровна
- Вера Титова — Нина Васильевна
- Алексей Жарков — Саша (Александр Семёнович), школьная любовь Маши
- Татьяна Михайлова — Оля, любовница Кирилла
- Галина Сабурова — женщина, сообщившая Маше об изменах мужа
- Владимир Меньшов — Сергей, приятель Наташи, ухаживающий за Марией
- Александр Кузнецов — Андрей